# IBM System z

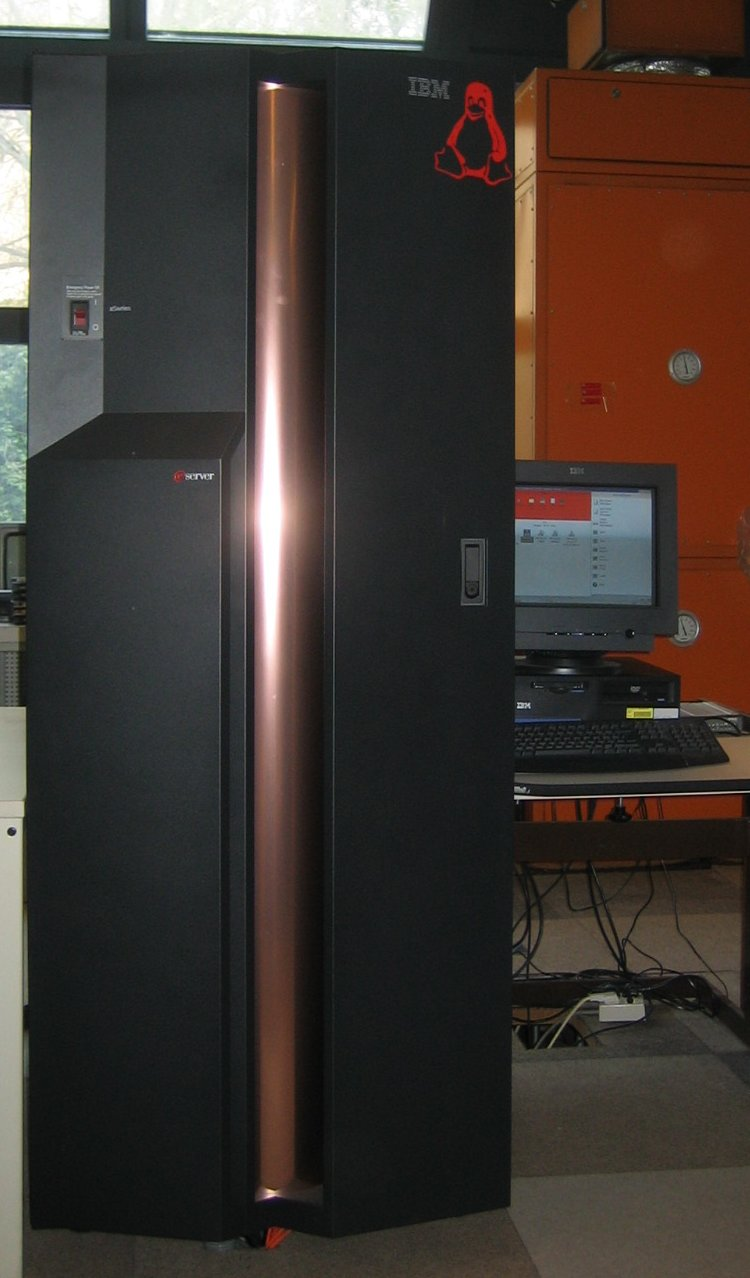
IBM zSeries 800

IBM System z (более раннее название — IBM eServer zSeries) — бренд, созданный компанией IBM для обозначения линейки мейнфреймов.

## Название
Буква Z происходит от «zero down time», которое означает «ноль времени недоступности». Данное название подразумевает возможность непрерывной работы сервера 24 часа в сутки, 7 дней в неделю 365 дней в году.

## История
В 2000 году компания IBM на смену архитектуры IBM System/390 объявила новую 64-разрядную архитектуру IBM eServer zSeries, и уже в октябре 2000 была выпущена первая модель этого семейства zSeries 900. В 2002 году была представлена новая базовая модель zSeries 800; в апреле появился сервер zSeries 890.
В 2005 году на смену моделям zSeries было представлено семейство IBM System z9. Тогда же было введено название «IBM System z», объединяющее эти семейства. В 2008 году было представлено семейство IBM System z10, реализующее новый уровень архитектуры z/Architecture 2.
Название «IBM System z» в настоящее время относится ко всем моделям, поддерживающим z/Architecture, то есть к семействам IBM zSeries, IBM System z9 и IBM System z10.